# Crkva Bezgrješnog začeća BDM u Splitu
Crkva Bezgrješnog začeća Blažene Djevice Marije je katolička crkva u Splitu.

## Opis
Sagrađena je 1895. godine. Crkva Bezgrješne Djevice Marije izgrađena je u predjelu Dobrome nakon što su 1855. prve sestre milosrdnice (Ančele ) stigle u Split iz Brescie. Na mjestu današnjeg južnog samostanskog krila, prvo je podignuta kapela Bezgrješnog Začeća, a današnja crkva izgrađena je 1895. – 1896. u neorenesansnom slogu, a temeljito je obnovljena 1928. godine. Glavno pročelje kojemu se pristupa kamenim stubama, simetrično je raščlanjeno otvorima lučnog završetka, u središnjoj osi prizemlja je portal s profiliranim nadvratnikom. Crkva je obnovljena 2005. godine.

## Zaštita
Pod oznakom Z-4692 zavedena je su kao nepokretno kulturno dobro - pojedinačno, pravna statusa zaštićena kulturnog dobra, klasificiranog kao sakralna graditeljska baština.